# Pseudagrion giganteum
Pseudagrion giganteum là một loài chuồn chuồn kim trong họ Coenagrionidae.
Pseudagrion giganteum được miêu tả khoa học năm 1951 bởi Schmidt.